# ヤミー・ガウタム
ヤミー・ガウタム（Yami Gautam、1988年11月28日 - ）は、インドの女優。ボリウッドを中心に活動しており、南インド映画にも出演している。

## 生い立ち
ヒマーチャル・プラデーシュ州ビラースプルのヒンドゥー教徒の家庭に生まれ、チャンディーガルで幼少期を過ごした。父ムケーシュ・ガウタムはパンジャーブ語映画で活動する映画監督であり、妹スリリー・ガウタムも同映画産業で女優として活動している。
ヤミーは法学の学位を取得するため大学に進学した。当初は行政職員になることを考えていたが、20歳の時に女優の道に進むことを決め、演技を学ぶためにフルタイムの学生を辞めた。後に彼女はパートタイムの学生として卒業している。

## キャリア

### テレビ女優
ヤミーは20歳の時にムンバイに移住して女優の道に進んだ。2008年に『Chand Ke Paar Chalo』で女優デビューし、続けて『Raajkumar Aaryyan』に出演した。2009年に出演した『Yeh Pyar Na Hoga Kam』で知名度を上げた。

### 映画女優
2009年にカンナダ語映画『Ullasa Utsaha』で映画デビューし、2012年にシュージット・シルカルの『僕はドナー』でボリウッドデビューした。同作ではアーユシュマーン・クラーナー、アンヌー・カプールと共演し、ヤミーはアーユシュマーン演じるパンジャーブ人と恋に落ちるベンガル人女性を演じた。ジョン・エイブラハムの初プロデュース作品でもある『僕はドナー』は批評家から高く評価され、興行収入6億4500万ルピーを記録するヒット作となった。ヤミーは同作でジー・シネ・アワード 新人女優賞を受賞、フィルムフェア賞 新人女優賞にノミネートされた。
2013年はテルグ語映画『Yuddham』、タミル語映画『Gouravam』に出演した。2014年にはボリウッド映画『Total Siyapaa』でアリ・ザファル、アヌパム・カー、キロン・ケールと共演し、ザファル演じる主人公の恋人役を演じた。同年12月にはプラブ・デーヴァの『Action Jackson』でアジャイ・デーヴガン、ソーナークシー・シンハーと共演した。2015年にシュリラーム・ラガヴァンの『復讐の町』でヴァルン・ダワン、ナワーズッディーン・シッディーキーと共演した。同作は興行収入7億8000万ルピーを記録するヒット作となり、ヤミーの演技は批評家から高く評価されている。2016年にデヴィヤー・コースラ・クマールの『Sanam Re』、ヴィヴェーク・アグニホトリの『Junooniyat』でプルキット・サムラートと共演した。『Sanam Re』ではサムラート演じる主人公に恋する女子高生役、『Junooniyat』ではサムラート演じるインド陸軍将校に恋するパンジャーブ人女性役を演じたが、両作とも興行的には失敗している。
2017年にサンジャイ・グプタの『Kaabil』でリティク・ローシャンと共演し、レイプ被害を受ける盲人女性を演じた。同作は興行収入19億6000万ルピーを記録するヒット作となった。同年5月にラーム・ゴーパール・ヴァルマの『Sarkar 3』でアミターブ・バッチャン、ジャッキー・シュロフ、マノージュ・バージペーイーと共演した。2018年にシュリー・ナーラーヤン・シンの『Batti Gul Meter Chalu』でシャーヒド・カプール、シュラッダー・カプール、ディヴィエンドゥと共演した。2019年にアディティヤ・ダールの『URI/サージカル・ストライク』でヴィッキー・コウシャル、パレーシュ・ラーワル、モーヒト・ライナー、キールティ・クルハーリーと共演した。同作は2016年ウリ襲撃事件を題材としたアクション映画であり、ヤミーはヴィッキー演じる主人公をサポートするRAW局員役を演じた。同作は興行収入34億ルピーを記録し、ヤミー出演作の中で最大のヒット作となった。同年11月にアマル・カウシクの『Bala』で再びアーユシュマーン・クラーナーと共演し、同作でスター・スクリーン・アワード コメディアン賞を受賞した。

## フィルモグラフィー

### 映画
- Ullasa Utsaha（2009年）
- Ek Noor（2011年）
- Nuvvila（2011年）
- 僕はドナー（英語版）（2012年）
- Hero（2012年）
- Gouravam（2013年）
- Yuddham（2013年）
- Total Siyapaa（2014年）

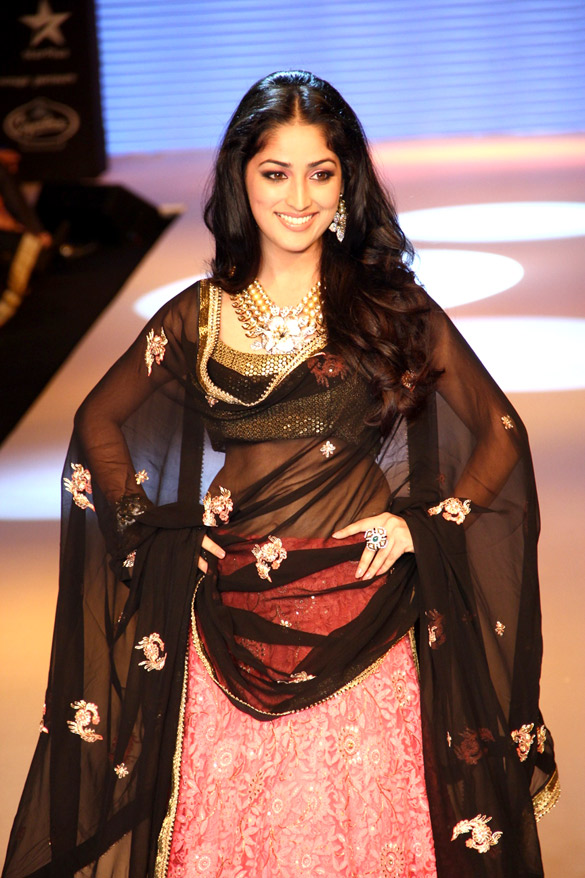
ヤミー・ガウタム

- Action Jackson（2014年）
- 復讐の町（2015年）
- Courier Boy Kalyan（2015年）
- Sanam Re（2016年）
- Junooniyat（2016年）
- Tamilselvanum Thaniyar Anjalum（2016年）
- Kaabil（2017年）
- Sarkar 3（2017年）
- Batti Gul Meter Chalu（2018年）
- URI/サージカル・ストライク（2019年）
- Bala（2019年）

### テレビシリーズ
- Chand Ke Paar Chalo（2008年-2009年）
- Raajkumar Aaryyan（2008年）
- Yeh Pyar Na Hoga Kam（2009年-2010年）
- CID「Kabarwali Ladki」（2010年）
- Meethi Choori No 1（2010年）
- Kitchen Champion Season 1（2010年）